# انیس نقاش
انیس نقاش (زاده ۱۹۵۱ در بیروت – درگذشته ۲۲ فوریهٔ ۲۰۲۱ در دمشق) یکی از همکاران کارلوس شغال در جریان حمله به دفتر مرکزی اوپک (۱۳۵۴) و گروگانگیری وزیران نفت اوپک و نیز عامل ترور نخست و ناموفق شاپور بختیار (۱۳۵۹) بود که در جریان آن دو نفر را کشت. وی رئیس مرکزی به نام «مرکز پژوهشی امان» و مدیر عامل شرکت توسعه توانمند ارتباطات خاورمیانه در تهران بود.

## حمله اوپک
در صحنه جهانی، انیس نقاش را به خاطر حمله اوپک می‌شناسند انیس نقاش از شانزده سالگی به جنبش فتح پیوسته بود و پس از چند سال فعالیت، به دستور این جنبش، به گروه ودیع حداد پیوست. ودیع حداد عملاً مستقل از سران گروه‌های فلسطینی فعالیت می‌کرد و انیس نقاش به گفته خودش، نفوذی جنبش فتح در گروه او بود. ودیع حداد، طرح حمله اوپک را ریخت و انیس نقاش را مسئول اجرای آن کرد. انیس نقاش نیز از کارلوس شغال کمک خواست. گفته می‌شد هدایت‌گر اصلی این عملیات در کنار کارلوس، فردی به نام «خالد» بوده اما هویت اصلی او هیچگاه فاش نشد. انیس نقاش در دسامبر ۲۰۰۰ در گفتگو با تلویزیون الجزیره اعلام کرد که خالد، خود او بوده‌است.

## ترور شاپور بختیار
حکم اعدام بختیار در دادگاه انقلاب صادر شد و سید روح‌الله خمینی نیز آن را تأیید کرد. در سال ۱۳۵۹ انیس نقاش برای اجرای نقشه ترور، به فرانسه رفت اما صادق خلخالی در گفتگویی اعلام کرد: «برای اجرای حکم اعدام شاپور بختیار به پاریس، کماندو فرستاده‌ام». بدین ترتیب نقشه قتل بختیار لو رفت و شاپور بختیار دیگر کسی را به حضور نپذیرفت و شمار محافظان وی، بیشتر شدند. اما ترس از کودتا در تهران باعث شد انیس نقاش به هر قیمتی نقشه ترور را عملی کند. او با یک اسلحه و صداخفه‌کن به قفل در ورودی خانه بختیار شلیک کرد تا در را باز کند اما چون درب ، ضدگلوله بود ، تیر کمانه کرد و به خود او خورد. سپس در درگیری مسلحانه با پلیس فرانسه نیز تیر دیگری به بدن او خورد و دستگیر شد. در جریان این ترور یک پلیس و یک شهروند عادی فرانسوی کشته شدند. انیس نقاش به اتهام اقدام به این ترور در دادگاه فرانسه به زندان ابد محکوم شد ولی پس از ده سال با گروگانگیری چند تبعهٔ فرانسه در لبنان بدست اعضای حزب‌الله به ایران تحویل داده شد تا با گروگان‌های فرانسوی مبادله شود. انیس نقاش در مرداد ۱۳۸۷ در گفتگویی با خبرگزاری فارس گفت که اقدام به ترور بختیار را به «خواست دولت ایران» و در هماهنگی با سپاه پاسداران انجام داده بود.
نقاش سال ۱۳۸۹ در گفتگویی که در روزنامهٔ ایران شد، دربارهٔ مشارکت خود در عملیات ترور بختیار گفت:
«من از حرف زدن دربارهٔ این قضیه ترس و شرم ندارم. این جزو افتخارات من است.»
انیس نقاش تا پایان زندگی، از اینکه نتوانست شاپور بختیار را به قتل برساند ابراز ناراحتی می‌کرد.

## پیشنهاد ترور ابوالحسن بنی‌صدر
انیس نقاش در مصاحبه با روزنامه ایران از قصد برخی افراد سپاه برای ترور ابوالحسن بنی‌صدر گفت:
«بعد از دستگیری من و فرار بنی‌صدر برخی از بچه‌های سپاه به دیدار امام رفتند و درخواست ترور بنی‌صدر را طرح کردند. اما امام نپذیرفت.»

## مرگ
انیس نقاش در ۲۲ فوریهٔ ۲۰۲۱ بر اثر ابتلا به کووید ۱۹ در بیمارستانی در دمشق درگذشت.